# Lotus (Schiff, 1918)
Die Lotus ist ein gaffelgetakelter Schoner mit Heimathafen Rochester. Das als „Sea Scout Ship 303“ von Scouting America in Webster, New York, betriebene Schiff liegt in Sodus Bay am Ontariosee in Wayne County, New York. 

## Geschichte
Entworfen wurde das Schiff vom Schiffbauingenieur William Hand Jr. 1916 als private Yacht. Diese Yacht wurde 1917 gebaut und 1918 in Rocky River, Ohio, fertig- und in Dienst gestellt. Bei ihrer Taufe erhielt sie den Namen Miss Gloucester. Nachdem das Schiff verschiedenen privaten Eignern gehört hatte, kaufte es 1943 Ezra Hale und seine Partner. Sie änderten den Namen in Lotus. 
Ezra Hale und John Trahey spendeten das Schiff 1971 an das „Otetiana Council of the Boy Scouts of America“ als „Sea Explorer Ship“ (heute Sea Scout Ship) 303.

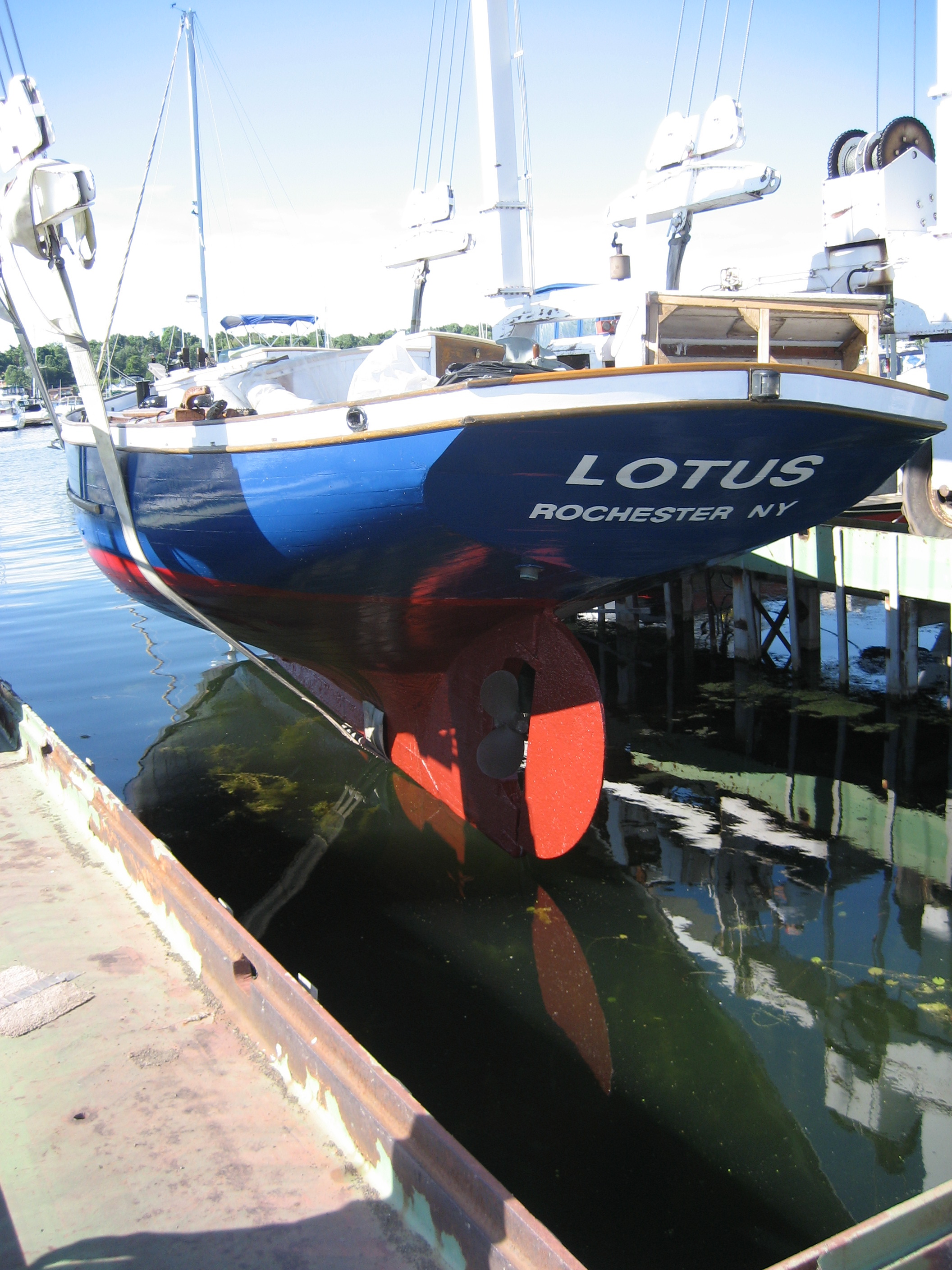
Heckansicht Lotus 2007